# Чемпіонат світу з трекових велоперегонів 1972
Чемпіонат світу з трекових велоперегонів 1972 проходив з 29 липня по 2 серпня 1972 року в Марселі, Франція. У зв'язку з проведенням літніх Олімпійських ігор в Мюнхені змагання серед аматорів на чемпіонаті не проводились, окрім гонки за лідером та перегонів серед жінок. Усього на чемпіонаті розіграли 6 комплектів нагород — 4 у чоловіків та 2 у жінок.

## Медалісти

### Чоловіки
Професіонали
| Дисципліна                         | Золото            | Срібло         | Бронза           |
| Спринт                             | Роберт Ван Ланкер | Гордон Джонсон | Джордано Турріні |
| Індивідуальна гонка переслідування | Х'ю Портер        | Фердинанд Брек | Дірк Барт        |
| Гонка за лідером                   | Тео Вершойрен     | Сеес Стам      | Дітер Кемпер     |

Аматори
| Дисципліна       | Золото     | Срібло    | Бронза        |
| Гонка за лідером | Хорст Ґнас | Жан Броєр | Габі Міннебоо |

### Жінки
| Дисципліна                         | Золото           | Срібло                | Бронза          |
| Спринт                             | Галина Єрмолаєва | Вільгельміна Брінкгоф | Шейла Янг       |
| Індивідуальна гонка переслідування | Тамара Гаркушина | Кеті ван Оостен-Гахе  | Любов Задорожна |

## Загальний медальний залік
| Місце  | Країна          | Золото | Срібло | Бронза | Загалом |
| ------ | --------------- | ------ | ------ | ------ | ------- |
| 1      | Бельгія         | 2      | 1      | 1      | 4       |
| 2      | СРСР            | 2      |        | 1      | 3       |
| 3      | ФРН             | 1      | 1      | 1      | 3       |
| 4      | Велика Британія | 1      |        |        | 1       |
| 5      | Нідерланди      |        | 3      | 1      | 4       |
| 6      | Австралія       |        | 1      |        | 1       |
| 7      | Італія          |        |        | 1      | 1       |
| 7      | США             |        |        | 1      | 1       |
| Всього | Всього          | 6      | 6      | 6      | 18      |